# 司尔特
安徽省司尔特肥业股份有限公司（深交所：002538，简称司尔特，英文：Anhui Sierte Fertilizer Industry Ltd. ,Company），是中国深圳证券交易所的一家上市公司，主要从事复合肥料及专用肥料研发、生产、销售。
公司成立于1997年11月，由中化国际化肥贸易公司、安徽省农业生产资料公司和安徽省宁国市农业生产资料有限公司共同出资组建。2011年1月，在深圳证券交易所挂牌上市。
2018年，公司实现营业收入32.42亿元人民币，同比增长24.56%；实现净利润3.06亿元人民币，同比增长43.53%。